# Јингкоу
Јингкоу (营口) град је Кини у покрајини Љаонинг. Према процени из 2009. у граду је живело 615.713 становника.

## Становништво
Према процени, у граду је 2009. живело 615.713 становника.
| 1990.   | 2000.   | 2009    |
| ------- | ------- | ------- |
| 454.964 | 546.247 | 615.713 |

## Партнерски градови
- Кротон
- Ота
- Џексонвил